# Elon Lindenstrauss
Elon Lindenstrauss (Gerusalemme, 1º agosto 1970) è un matematico israeliano, vincitore della medaglia Fields nel 2010. Il suo campo di ricerca è la teoria ergodica e le sue applicazioni alla teoria dei numeri.
Nel 2012 è stato eletto membro dell'Academia Europæa.